# Huaceae
Huaceae is een botanische naam, voor een familie van tweezaadlobbige planten. Een familie onder deze naam wordt de laatste decennia vrij algemeen erkend door systemen voor plantentaxonomie, en ook door het APG-systeem (1998) en het APG II-systeem (2003). Deze systemen plaatsen haar niet in een orde, maar de APWebsite [7 okt 2009] en het APG III-systeem (2009) plaatsen haar in de orde Oxalidales.
Het gaat dan om een heel kleine familie, van drie soorten in tropisch Afrika.
Het Cronquist-systeem (1981) plaatste de familie in de orde Violales.